# Gërlicë (Ferizaj)
Pour les articles homonymes, voir Gërlicë.
Gërlicë en albanais est une localité du Kosovo située dans la commune/municipalité de Ferizaj, district de Ferizaj/Uroševac (Kosovo). Selon le recensement kosovar de 2011, elle compte 323 habitants.

## Histoire
Sur le territoire du village se trouve un tumulus illyrien remontant aux VIIe-Ve siècle av. J.-C. ; mentionné par l'Académie serbe des sciences et des arts, il est inscrit sur la liste des monuments culturels du Kosovo.

## Démographie

### Évolution historique de la population dans la localité
| 1948 | 1953 | 1961 | 1971 | 1981 | 1991 | 2011 |
| ---- | ---- | ---- | ---- | ---- | ---- | ---- |
| 115  | 134  | 181  | 260  | 250  | 344  | 323  |

|  |

### Répartition de la population par nationalités (2011)
En 2011, les Albanais représentaient 99,69 % de la population.